# Prekomjerno iskorištavanje resursa
Prekomjerno iskorištavanje resursa se odnosi na prekomjerno korištenje prirodnih resursa ili prirodnog blaga bez obzira na posljedice. 
Prekomjerno iskorištavanje resursa većinom nastaje zbog kratkoročnih želja za zaradom. Suprotnost tome čini održivost.

## Uzroci
Prekomjerno iskorištavanje resursa prirode dovodi često do nepopravljivih utjecaja na prirodu. 
Uzroci mogu biti:
- namjera za postizanjem profita
- ekonomsko podcjenjivanje prirodnih resursa

## Primjeri
- krčenje šuma
  - krčenje tropskih prašuma
  - krčenje planinskih šuma
- prekomjeran ribolov
- monokultura

## Posljedice
- izumiranje vrsta
- pustoš, slanost tla
- bolesti (kao i pojava razmnožavanja parazita pri uzgoju monokultura)
- šumski požari zbog krčenja šumskog područja za poljoprivrednu proizvodnju